# Suntec City

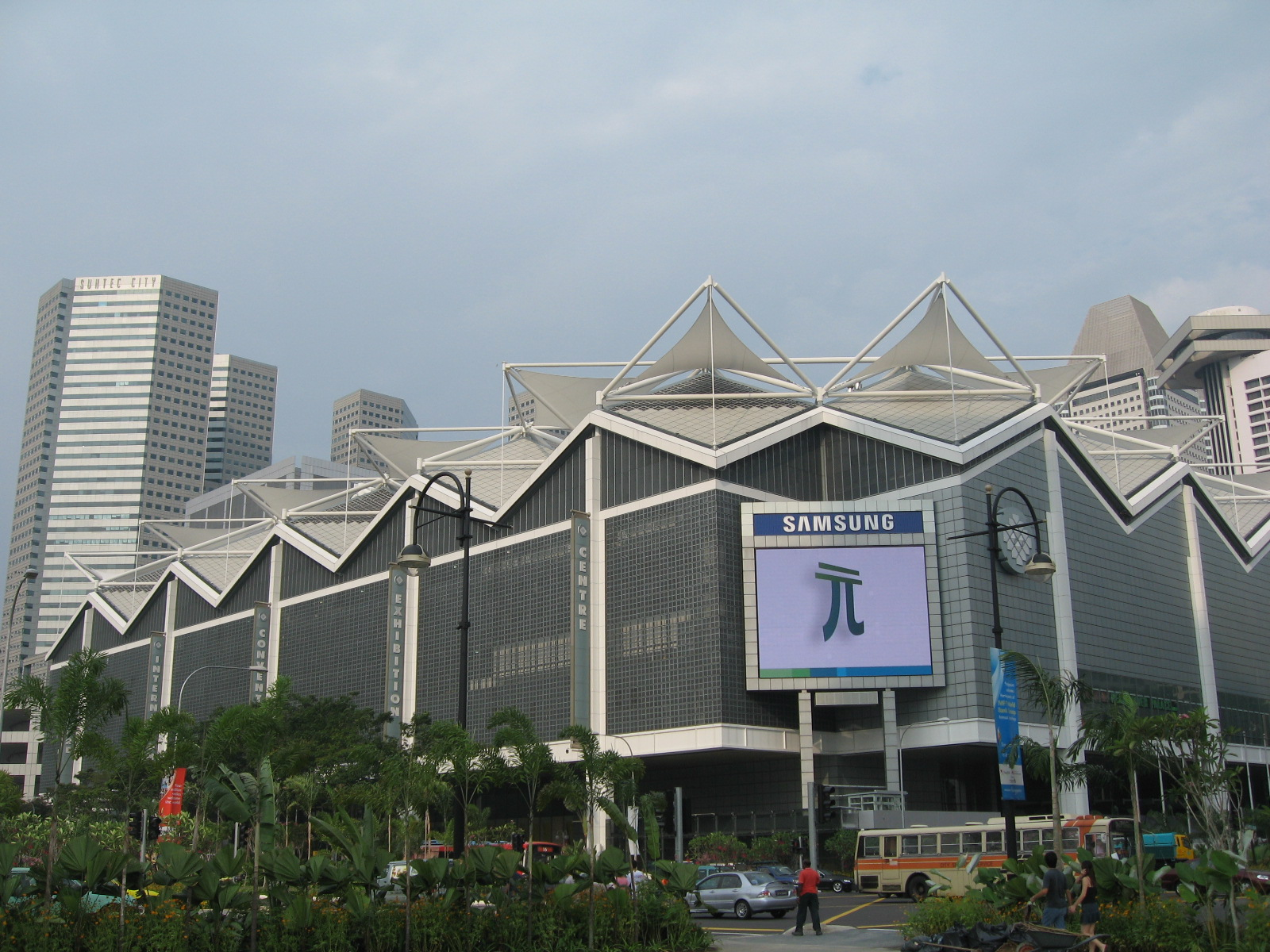
Suntec Singapur Centro de Convenciones y Exposiciones, con las torres en el fondo

Suntec City un importante proyecto urbanístico ubicado en la barriada Marina Centre, una subzona del distrito financiero de Singapur. La construcción del proyecto se inició el 18 de enero de 1992 y su conclusión definitiva llegó un 22 de julio de 1997.
La torre Suntec es un edificio de oficinas y sedes diplomáticas en Singapur. Por ejemplo, alberga la embajada de España en la planta 39.ª de la torre 1, la Oficina Comercial de Hong Kong en la planta 34.ª de la torre 2, la embajada de Ruanda en la planta 14.ª de la torre 3, la embajada de Chile en el 24.º piso de la torre 3, la embajada de Catar en el 41.º piso de la torre 3 o la Oficina Comercial de Taiwán en el 9.º piso de la torre 4.

## Diseño
Suntec City fue diseñada por el bufete Tsao & McKown Architects, prestando énfasis al componente chino de la geomancia (feng shui). Los cinco edificios y el centro de convenciones están diseñados de modo que parecen una mano izquierda extendida vista desde el cielo. Como símbolo de la riqueza aparece un anillo dorado en la palma de la mano. Cuando la fuente está hecha de bronce,  está creído que el equilibrio de metal y agua adoquina la manera para éxito. Más allá, el nombre chino especialmente seleccionado, 新达, significa "consecución nueva".

## Popularidad
- El Urbano Redevelopment Autoridad (URA) mencionó Suntec Ciudad cuando uno de los desarrollos comerciales más grandes en Singapur.
- Suntec La ciudad estuvo otorgada dos FIABCI Prix d' premios de Excelencia para excelencia en todos los aspectos de desarrollo de inmueble (ganador Global y ganador / Minorista Comercial) en 1999. Suntec Ha reclamado otros premios, incluyendo el 1998 Premio de Turismo del Tablero de Turismo del Singapur.
- Suntec La ciudad ha sido presentada tres tiempo en La realidad de Carrera Asombrosa espectáculo televisivo. Una vez en la Estación de versión de los EE. UU. 3 y dos veces en la versión asiática en ambas Estación 1 y Estación 2.
- En el centro de Suntec mentiras de Ciudad la Fuente de Riqueza, el cual Suntec reclamaciones para ser la fuente más grande en el mundo; esta reclamación aun así ha sido disputada, con Cerros de Fuente en Arizona también reclamando el título. El Guinness los registros Mundiales recientemente ha retirado la "categoría de Fuente" más Grande de su sitio web.

## Suntec Torres de oficina de la ciudad
Suntec Torres de oficina de la ciudad comprenden cinco edificios a través de Torres Un a Cinco con cuatro 45-storey y uno 18-storey la torre que hace las cinco torres de oficina en Suntec Ciudad. El último tiene 28,000 pies cuadrados de netos lettable área de piso en cada piso mientras el 45-storey las torres constan de platos de piso que varían de 10,000 a 14,000 pies cuadrados. En total,  hay aproximadamente 2.3 millones de pies cuadrados de espacio de oficina. Torre Un a Cuatro es 45-storey representando los 4 dedos y Torre 5 es 18-storey representando el pulgar.

## Suntec Centro comercial de ciudad
Suntec Centro comercial de ciudad (chino: 新达城广场) es un centro comercial en Singapur, localizado dentro de la Marina Centro subzone del Núcleo Céntrico. Abierto en 1994 junto con fases iniciales del Suntec desarrollo de Ciudad,  sea el centro comercial más grande en Singapur con 888,000 pies cuadrados (82,500 m²) de espacio minorista hasta el abriendo de VivoCity en 2006. También ofrece una casa de club llamó el Suntec Casa de Gremio de la Ciudad localizada en el quinto storey.

### Zonificación

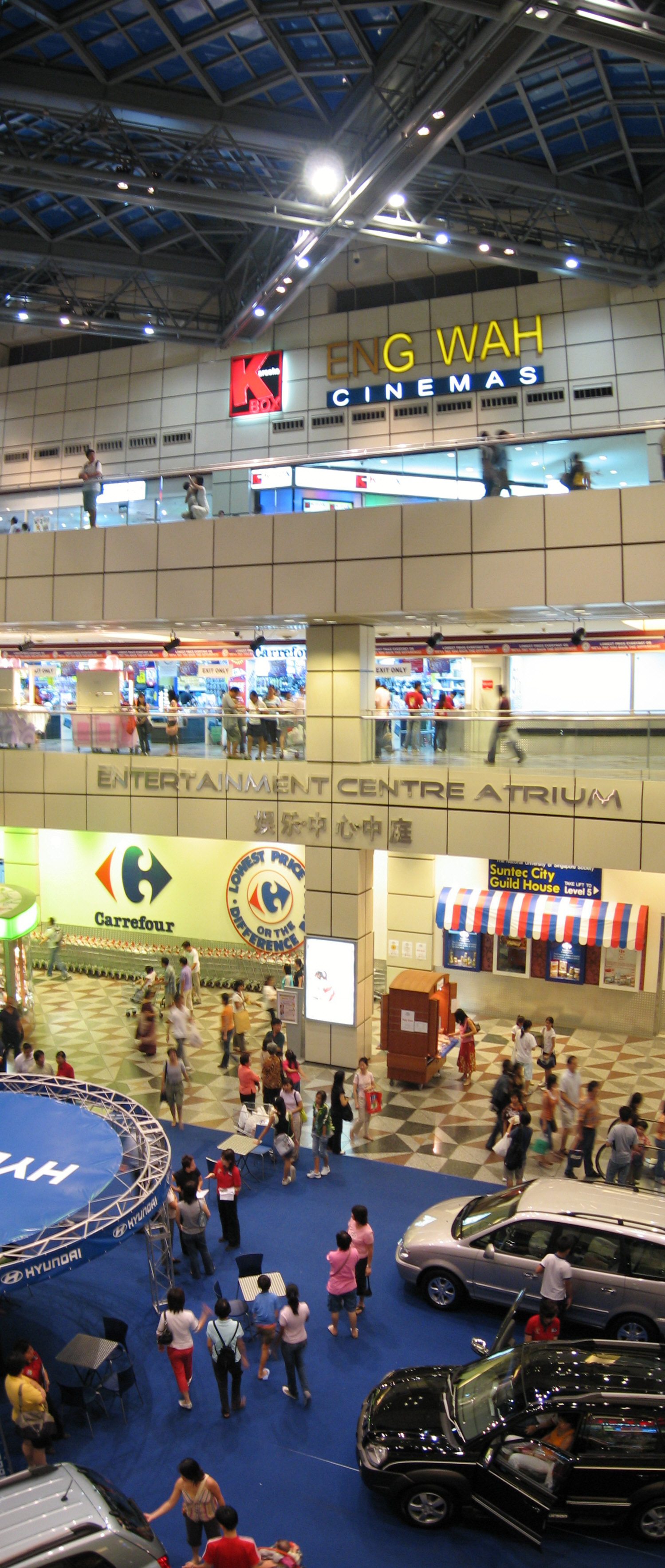
Atrio de Centro de la diversión de Suntec Centro comercial de Ciudad
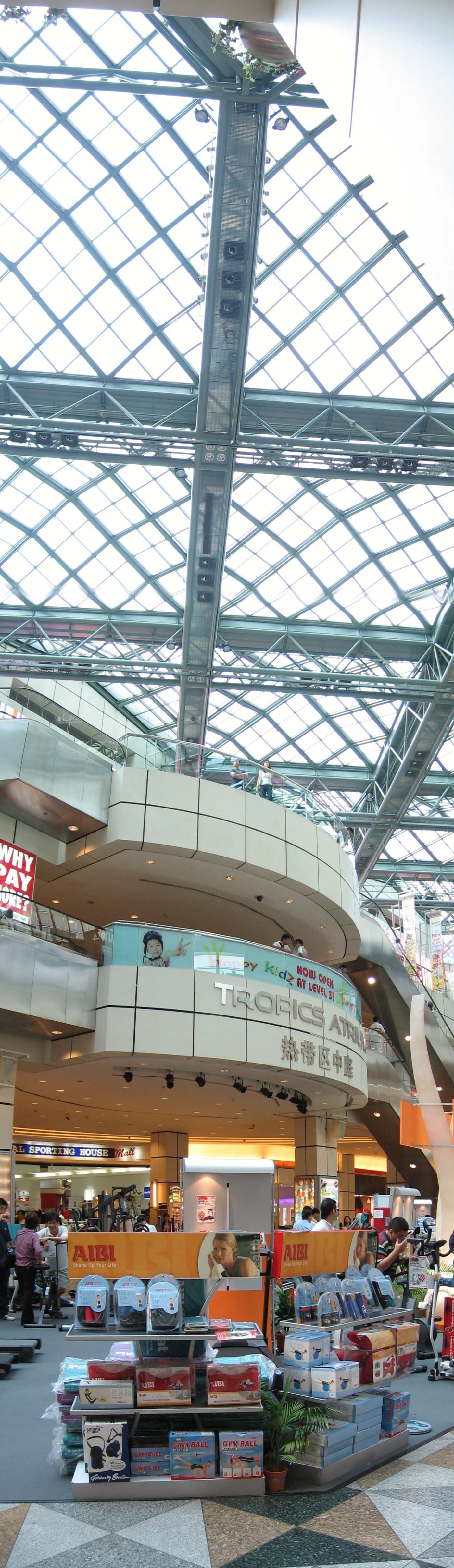
Atrio de trópicos de Suntec Centro comercial de Ciudad

La medida grande del centro comercial presume algunos 360 outlets extendidos encima 4 pisos en un L-shaped configuración. Para ayudar shoppers a navigate alrededor del centro comercial,  esté dividido a cuatro zonas, concretamente:
- El ala Del oeste, localizado en los pisos más bajos del Suntec Singapur Exposición y Convención Internacionales Centro, ofreciendo alto-acabar las etiquetas internacionales apuntaron específicamente en delegados de convención y turistas. Inquilinos de ancla incluyen Uniqlo, H&M, Cabaña de Ojera, Laneige, Lush, Adidas, La Senza, Goldheart, Vacío, Esprit, Lowry Granja, Alboroto Tai Fung, Starbucks, Yishion, Starhub, Vela de yanqui y el Suntec Casa de Gremio de la Ciudad. Reabra en junio de 2013.
- El ala Del norte incluye inquilinos de fin alto, y al aire libre cenando outlets. Los inquilinos incluyen Samsonite, Aldo, El Club A medida, Ante, BSaB, Pasarbella, Birkenstock, Nueve Del oeste, Bulova, Raphael Gabriel, Oliva & Co, Rimowa, Samantha Thavasa, Lamborghini, Balaclava, Cedele y OSG-Nuestra Bondad Sencilla.
- La Terraza de Fuente, está localizado alrededor de la Fuente de Riqueza, y especializa en alimentario y beverage outlets. Inquilinos de ancla incluyen República Alimentaria e Hipermercado Gigante. Los restaurantes sabidos incluyen Muthu Curry, Tony Roma es, la abuelita es, Pepperoni, Shabu Sai, Mercado de Pez del Manhattan, República Alimentaria, Caja de Tostada, Bali tailandés, Cocina de Jade del Cristal, Ichiban Boshi, Namnam y varios rápido alimentario outlets.
- El ala Del este en el del norte-el fin oriental del centro comercial está dedicado a diversión, la tecnología y el estilo de vida relacionaron inquilinos como una 11 pantalla cine de Pueblo Dorado, el área de juego de los niños El Polliwogs, El Museo Vivo, Marche, Eubiq, Estilo Digital, Liv Activ, OPPO, Schmidt, Harvey Norman, Bornga, Bistro 1855, Morganfield es, J.co Donuts, Ginza León, Hoshino Café, ALT Pizza, Habanos, Jamaica Azul, Timberland, Delphin, el centro de Amante de Mascota, Primavera Maternity, Crocs, Juguetes'R'Nos, Privi Niños, Casa de Óptica, Ziiro, Coldwear, Ogawa, Robert Piano, Tiempo de Invierno, Yamakawa Super, Gadget Hub, Para siempre Impecable, Organi, Bocanadas Polares, Zumo de Impulso, Etude Casa, Tuk Tuk Cha, Novela, Leguano, AIBI, Kay Lee, Alubia de Café, Starbucks, Cellini, BackJoy, OSIM, DBS, UOB, McDonald es, Lockdown, Gong Cha, Teo Heng KTV, Correo de Singapur, Mundo de Ladrillos, Kasia Móvil, El Hospital de Reparación, Saigón Baguette, el hangar del Halcón, Perennifolio Stationery, Cuadro Me, Novena, Barang Barang, Natural Viviente, Slumberland.

## Suntec Singapur Centro de Convenciones y Exposiciones
El Suntec Singapur Centro de Convenciones y Exposiciones fue oficialmente abierto el 1 de noviembre de 1994 y era anteriormente conocido como el Singapur Exposición y Convención Internacionales Centro (SICEC). Su nombre actual fue adoptado en 2004 cuando parte de un cambio de marca. El centro de convención tiene un total de 100,000 metros cuadrados de espaciales, sobre niveles múltiples.

### Singapur 2010 Olimpiadas de Juventud
Localizado en el corazón del distrito empresarial de Singapur, el Centro de Convención Internacional (ICC) es también oportunamente localizado cerca el IOC Hoteles Familiares, el cual es justo un paseo de 10 minutos fuera. Él hosted Boxeando, Esgrima, Balonmano, Judo, Taekwondo, Wrestling durante la 2010 Juventud de Verano olimpiada.

## Galería

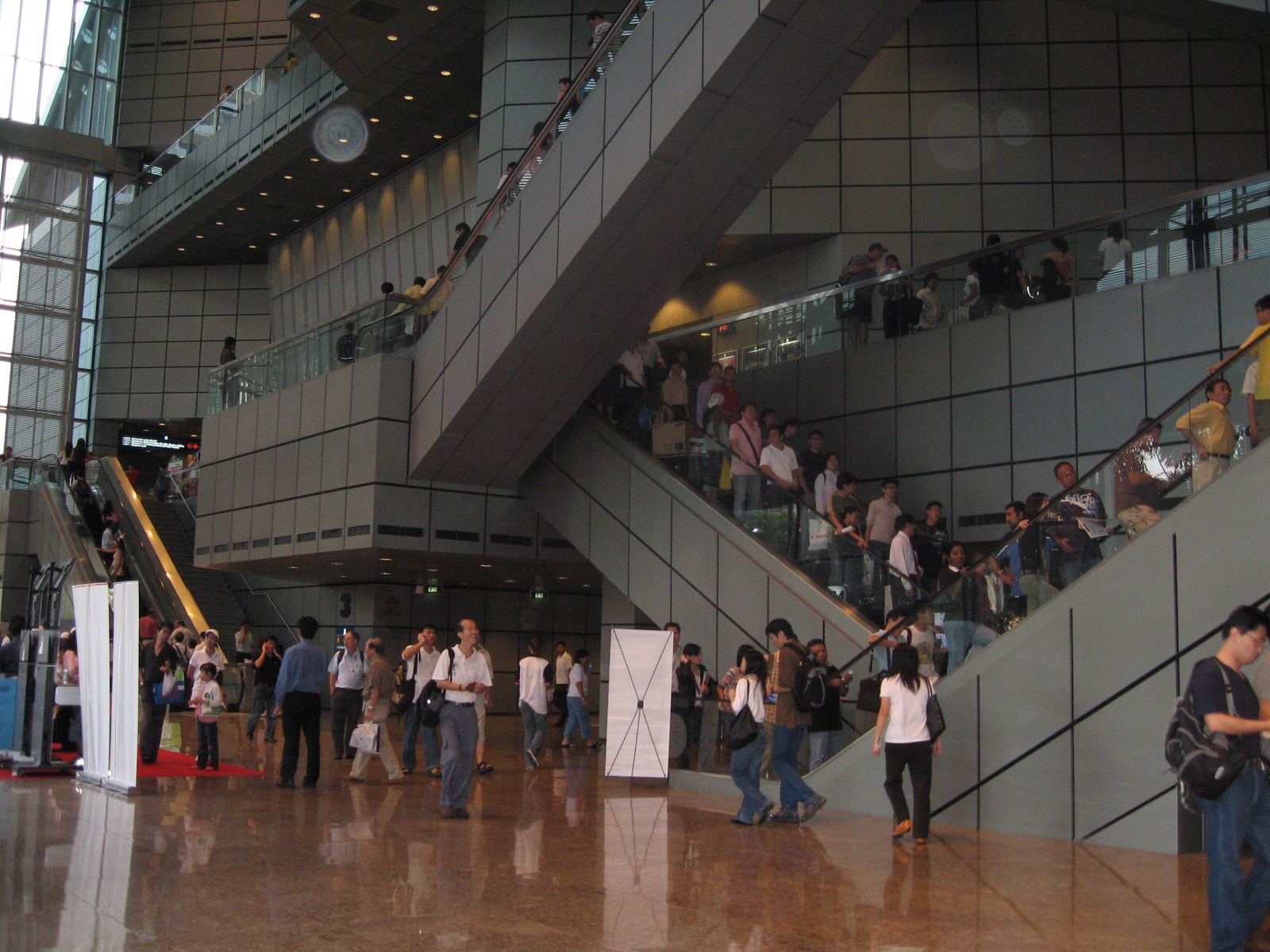
Uno de Suntec las cinco torres de la ciudad
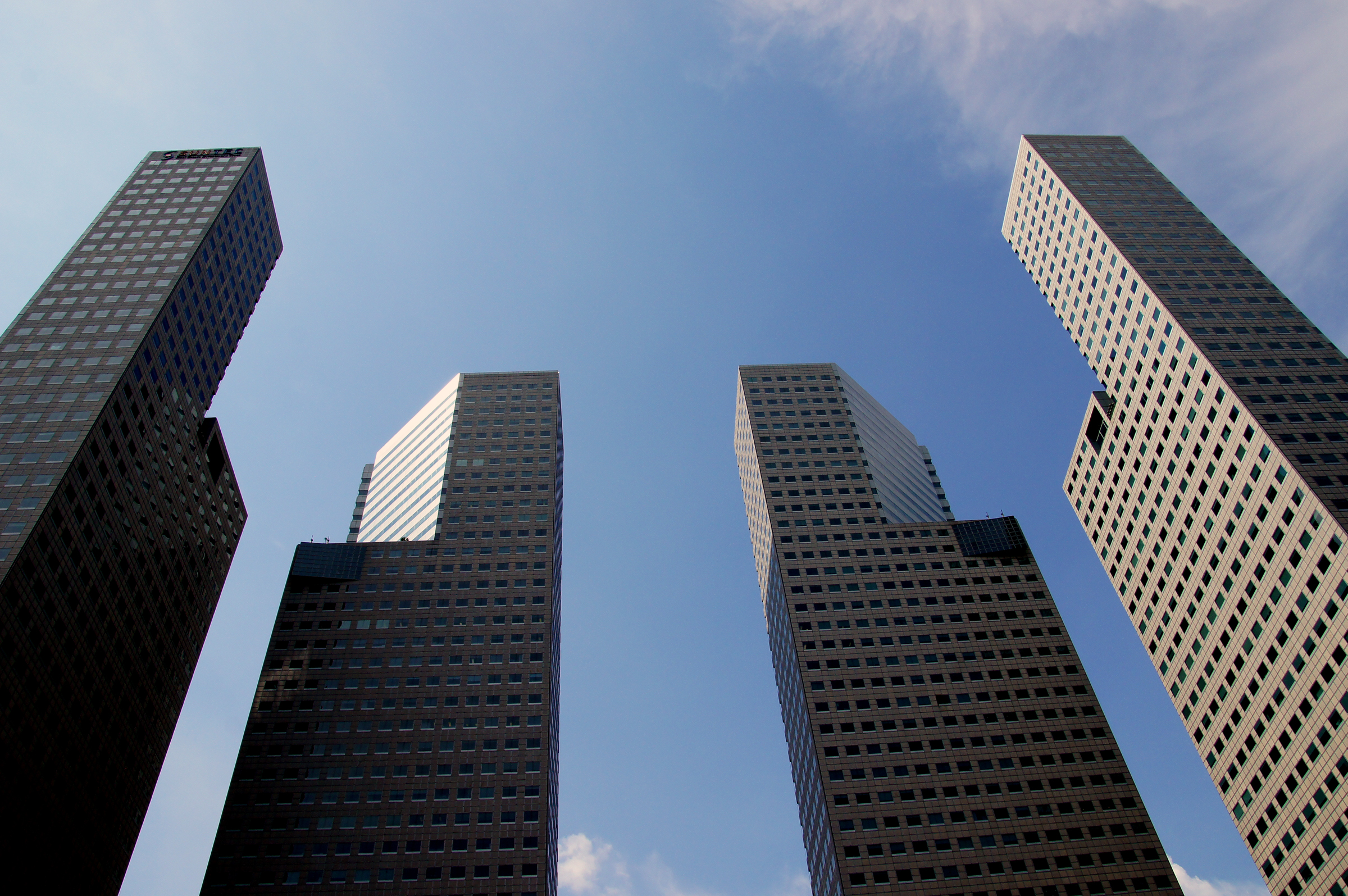
Las cinco torres de Suntec la ciudad está construida alrededor de una fuente nombró la Fuente de Riqueza
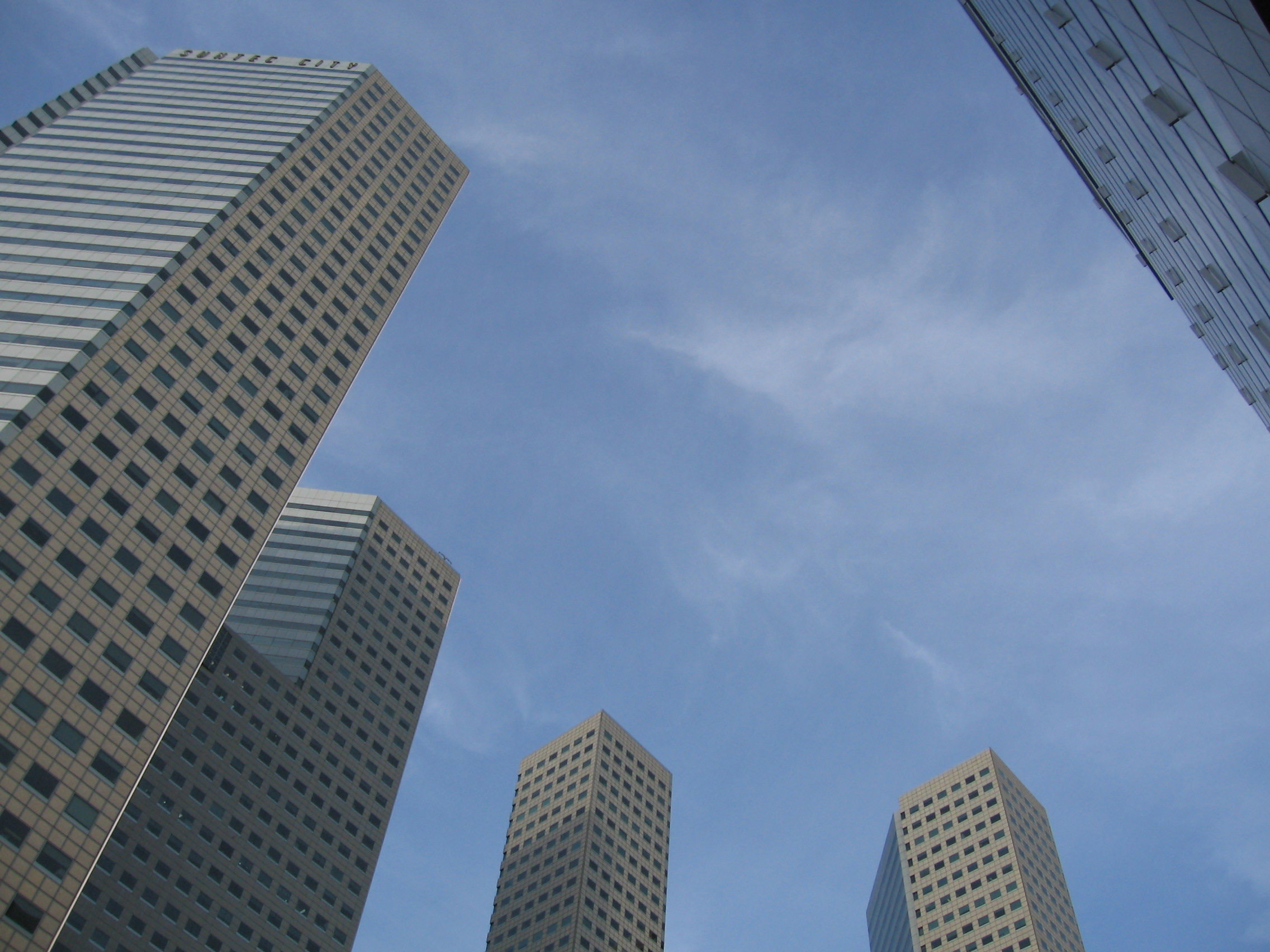
Piso de tierra lobby del Suntec Singapur Centro de Convenciones y Exposiciones. Esta área es ahora abierta-aire y ahora anfitriones el mundo más grande HD pantalla, aproximadamente en donde las paredes de madera están localizadas.
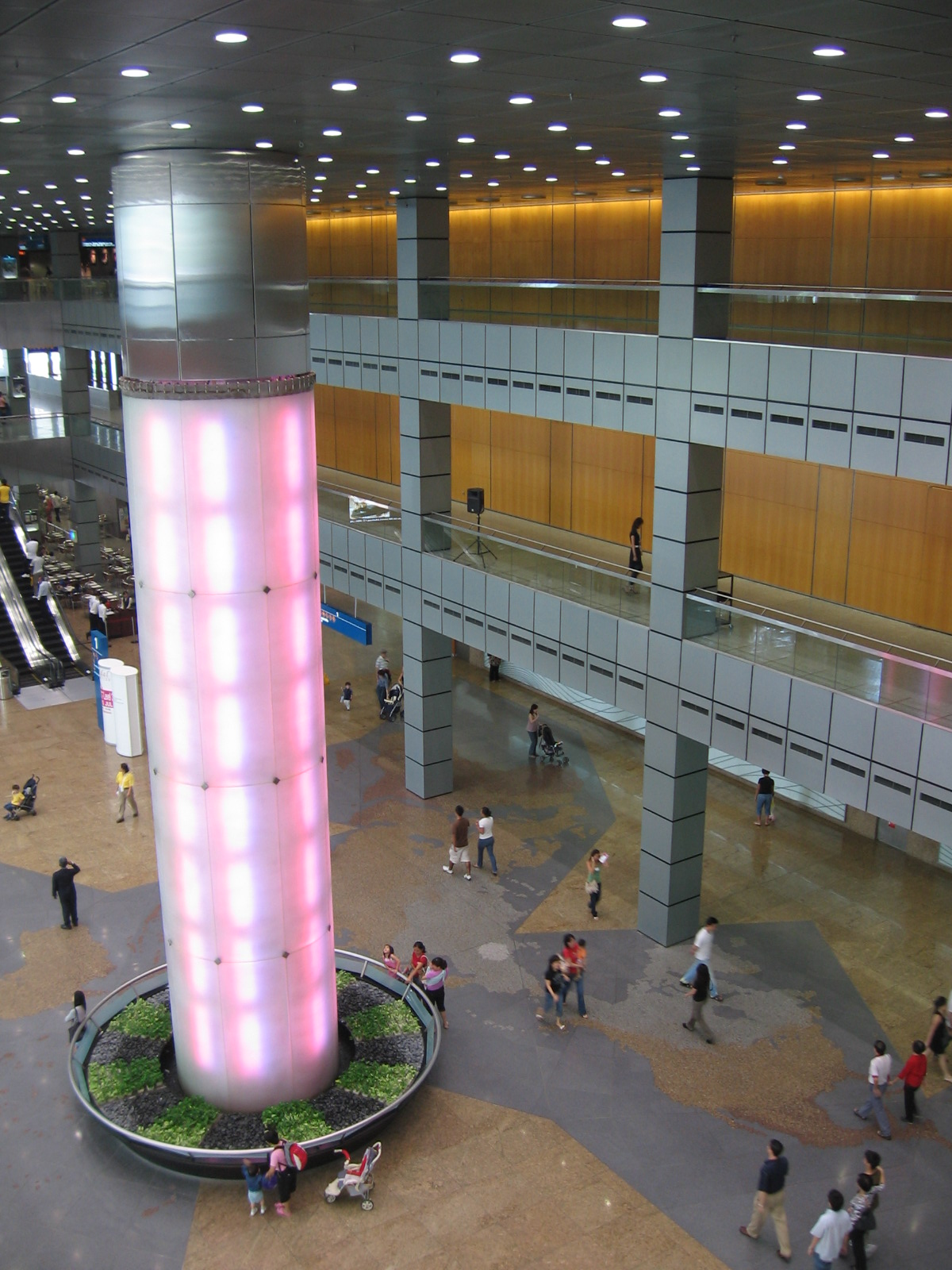
Suntec Singapur Centro de Convenciones y Exposiciones